# Мельничук, Максим Александрович
Макси́м Алекса́ндрович Мельничу́к (укр. Максим Олександрович Мельничук; род. 18 сентября 1999, Киев) — украинский футболист, полузащитник клуба «Кудровка».

## Клубная карьера
Воспитанник столичного РВУФК (Киев). В 2015 году перешел в молодежную академию киевского «Динамо». В ДЮФЛУ выступал за киевлян с 2015 по 2016 год. С 2016 по 2018 год играл за «Динамо» в юниорском чемпионате Украины (29 матчей, 1 гол).
В преддверии старта сезона 2019/20 годов присоединился к молодежной команде «Ворсклы», в составе которой выступал до начала октября. В начале октября из-за травм игроков основного состава стал одним из 5-ти игроков полтавской «молодежки», которых начали привлекать к тренировкам первой команды. Дебютировал за первую команду «Ворсклы» 20 октября 2019 года в проигранном (0:2) выездном поединке 11 тура Премьер-лиги против донецкого «Олимпика». Максим вышел на поле в стартовом составе и отыграл все 90 минут. По итогам того сезона Мельничук стал с командой финалистом Кубка Украины 2019/20, выйдя на поле на том турнире только в одной игре 1/8 финала с ковалёвским «Колосом».
29 августа 2020 СМИ сообщили, что игрок вошел в состав одесского «Черноморца».

## Карьера в сборной
В 2014—2015 годах привлекался в состав юношеской сборной Украины U-16.

## Достижения
«Ворскла»
- Финалист Кубка Украины: 2019/20

«Ингулец»
- Победитель Первой лиги Украины: 2023/24